# Jemenitische architectuur

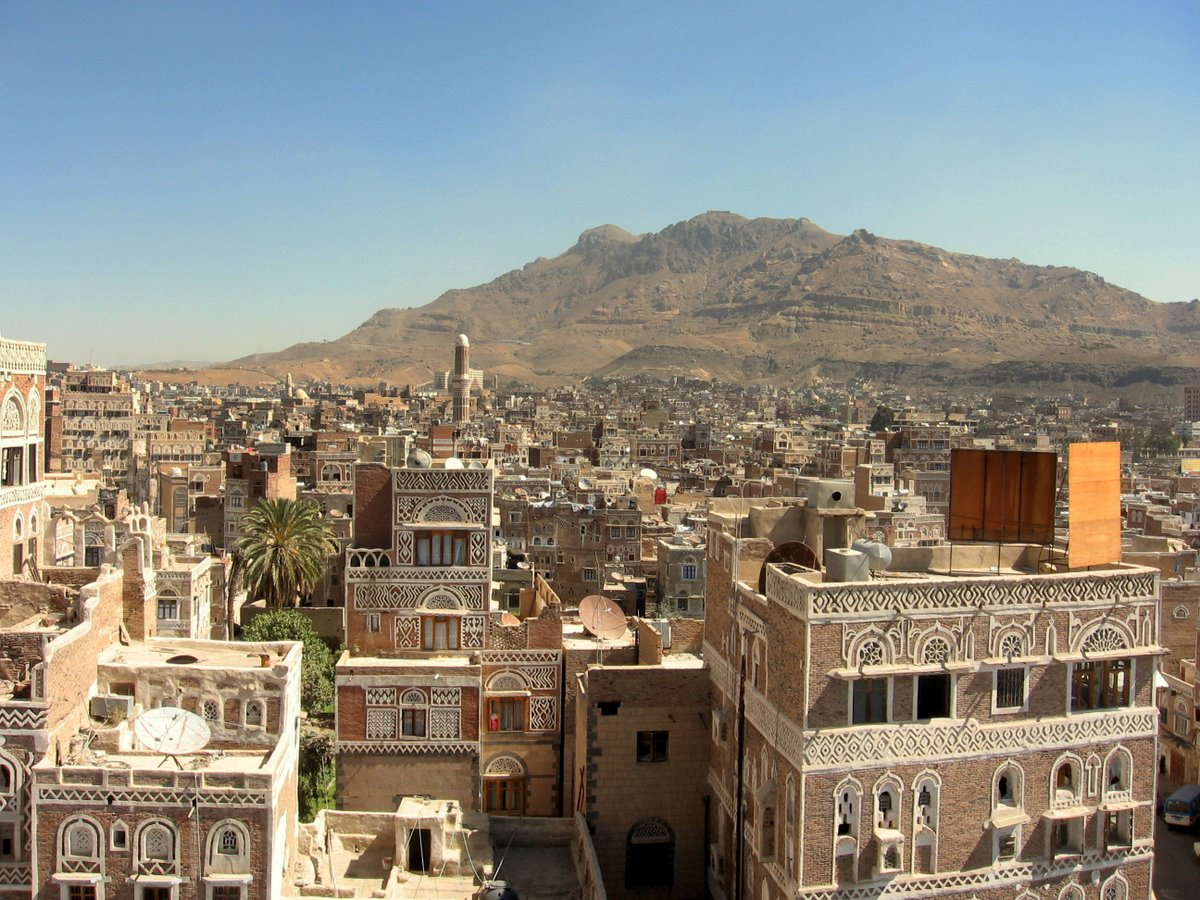
Sana'a, de hoofdstad van Jemen.

Jemenitische architectuur is de naam van de architectuurstijl van Jemen vanaf de pre-islamitische periode tot de islamitische periode van vandaag. Bijzonder opvallend in deze stijl is het ontwerp van de gebouwen waarin de islam zich in dit land begon te verspreiden. Deze architectuurstijl wordt vooral gekenmerkt door de constructie van leemstenen en woongebouwen in de vorm van hoge torens en soms zelfs grote rotsblokken die tussen woningen zijn verweven.
In het zuiden van Saoedi-Arabië hebben sommige dorpen dicht bij de grens met Jemen een bouwstijl die lijkt op die van Jemen.